# روتا (جزیره)
روتا (به انگلیسی: Rota) یک جزیره در جزایر ماریانای شمالی است که در اقیانوس آرام واقع شده‌است.

## خصوصیات
روتا ۲٬۵۰۰-۳٬۹۹۹ نفر جمعیت دارد و ۴۹۵ متر بالاتر از سطح دریا واقع شده‌است.